# Krankenhaus Tegernsee

Distriktkrankenhaus Tegernsee um 1890

Das Krankenhaus Tegernsee war ein Krankenhaus in der oberbayerischen Stadt Tegernsee. Es wurde 1998 nach der Gründung des Kreiskrankenhauses Agatharied geschlossen und später abgerissen.

## Medizinische Versorgung am Tegernsee in früheren Zeiten
Bereits 1048 wurde erstmals unter Abt Seyfried im Kloster Tegernsee ein Klosterhospital genannt. 1134 erwähnen die Quellen zwei Güter des Klosters als Hospital für Reisende. 1497 findet sich im Libellus Medicinalis erstmals ein namentlich genannter Arzt in Tegernsee: Doktor Johann Eichenfeder.

## Gründung einer Krankenpflegeanstalt
1832 richtete der Landarzt Alois Reinhard in seinem Haus eine Apotheke ein. In der Folge muss er auch die Krankenpflegeanstalt an der Bahnhofstraße errichtet haben. Diese wurde von der bayerischen Königin Carolina 1826–1837 finanziert und am 15. August 1832 eröffnet. Eine erste Erweiterung, ebenfalls von der Königin finanziert, fand 1853 bis 1862 statt.
Aufgrund steigender Einwohnerzahlen am Tegernsee musste 1886 ein Erweiterungsbau des jetzt als Distriktkrankenhaus bezeichneten Hauses errichtet werden. Bereits 1885 hatte Herzog Karl Theodor im Haus eine Augenklinik eingerichtet. Eine nächste Erweiterung des Gebäudes erfolgte im Jahr 1903.
Nachdem das Krankenhaus im Ersten Weltkrieg als Lazarettabteilung genutzt worden war, erfolgte im Jahr 1928 erneut eine Modernisierung.
1964 wurden die medizinischen Geräte modernisiert, darunter ein Röntgenbildverstärker und ein automatisches Narkosebeatmungsgerät, außerdem eine Fernsehanlage. Anfang der 1970er Jahre wurde eine operative Intensivstation eingerichtet.
Im Jahr 1998 wurde in Agatharied ein modernes Kreiskrankenhaus für die Versorgung des gesamten Landkreises Miesbach eröffnet. Im Anschluss wurde das Krankenhaus Tegernsee geschlossen und in den darauffolgenden Jahren abgerissen. Das Grundstück lag brach, bis es im März 2014 an eine Investorengruppe verkauft wurde. Im April 2015 wurde ein Bebauungsplan für drei Wohnbauten und ein Hotel beschlossen.